# Lewis Sylvester Hopkins
Lewis Sylvester Hopkins (1872-1945) fue un pteridólogo y naturalista estadounidense.

## Algunas publicaciones
- 1917. A New Species of Fern (Polystichum Jenningsi)
- 1914. The Ferns of Allegheny County, Pennsylvania: Their Haunts and Habits and Something of Their Folklore.Trillia 3. Editor	Bot. Soc. of Western Pennsylvania, 130 pp.
- 1912. The Fern Flora of Ohio. Am. Fern J. 2 ( 4): 115-119
- 1910. "Notes on the Botrychia". Am Fern J. 1. en línea

## Honores
Miembro de
- Academia de Ciencias del Estado de Ohio[1]

## Eponimia
- (Asteraceae) Scalesia hopkinsii B.L.Rob.[2]
- (Fabaceae) Brachystegia hopkinsii Suess.[3]
- (Marantaceae) Calathea hopkinsii Forzza[4]
- (Tiliaceae) Grewia hopkinsii Suess. & Merxm.[5]